# Heinrich Wiegand (Ingenieur)
Heinrich Wiegand (* 26. März 1906 in Schlüchtern-Elm; † 11. Mai 1998 in Darmstadt) war ein deutscher Ingenieur.

## Leben
Nach dem Studium des Allgemeinen Maschinenbaus an der Technischen Hochschule Darmstadt, das er 1929 mit seinem Diplom abschloss, war Heinrich Wiegand von 1930 bis 1933 ebendort Hochschulassistent bei Professor August Thum. 1933 folgte seine Promotion zum Dr.-Ing. an der TH Darmstadt mit dem Titel „Über die Dauerfestigkeit von Schraubenwerkstoffen und Schraubenverbindungen“. Darauf wurde er Abteilungsleiter der Versuchsanstalt der Henschel Flugzeug-Werke, später Abteilungsleiter im BMW-Flugmotorenwerk Berlin-Spandau, dann Hauptabteilungsleiter BMW Berlin und München. 1939 wurde Wiegand an der TH Darmstadt zum Thema „Oberfläche und Dauerfestigkeit“ habilitiert. Von 1943 bis 1945 war er Dozent an der Fakultät für Maschinenwesen der TH Berlin-Charlottenburg (Fachgebiet Werkstoffe der Luftfahrt). Dann wechselte er zur Strahltriebwerksentwicklung der Aeroplanes G. Voisin, wo er bis 1950 tätig war. Anschließend war er Geschäftsführer der Forschungsgesellschaft Blechverarbeitung.
Von 1953 bis 1973 war Wiegand ordentlicher Professor an der TH Darmstadt für Werkstoffkunde und Leiter des Instituts für Werkstoffkunde in Personalunion Vorstand der staatlichen Materialprüfungsanstalt. 1973 wurde er emeritiert.

## Ehrungen und Auszeichnungen
- 1966 Erich-Siebel-Gedenkmünze des Deutschen Verbandes für Materialprüfung
- 1976 Ehrenplakette des VDT
- 1976 Adolf-Martens-Medaille der Arbeitsgemeinschaft Wärmebehandlung und Werkstofftechnik
- 1977 Otto v. Guericke-Gedenkmünze der Arbeitsgemeinschaft industrieller Forschungsvereinigunge
- 1987 Erasmus-Kittler-Medaille der TH Darmstadt

## Werke
- Über die Dauerfestigkeit von Schraubenwerkstoffen und Schraubenverbindungen. Der Einfluß der Dauerbeanspruchung auf die statischen Festigkeitseigenschaften. Der Einfluß der Einspann- und Mutterform, der Mutterhöhe und des Mutterwerkstoffes auf die Dauerfestigkeit, Mittel zur Steigerg der Dauerhaltbarkeit von Schraubenverbindungen. Zugleich: TH Darmstadt, Dissertation 1933. Düsseldorf, 1935, 91 S.
- Oberfläche und Dauerfestigkeit. Zugleich: TH Darmstadt, Habil.-Schrift, 1939. Berlin: Erwin Müller, 1941, 83 S.
- Heinrich Wiegand und Karl-Heinz Kloos: Berechnung und Gestaltung von Schraubenverbindungen. 5., vollst. neubearb. Auflage, Springer, Berlin [u. a.] 2007